# Girolamo Seripando
Jerónimo Seripando ( Girolamo Seripando en italiano, Troia, reino de Nápoles, 6 de mayo de 1493-Trento, 17 de abril de 1563). Sus padres fueron Giovanni Seripando e Isabella Luisa Galeotta. El 6 de mayo de 1501 ingresó en el convento agustiniano de San Giovanni a Carbonara, en Nápoles, momento en el que ingresó en la  Ordo Eremitarum Sancti Augustini, con el que ha pasado a la historia. En la primavera de 1513 fue ordenado sacerdote. En el capítulo general celebrado en Napóles, el 25 de mayo de 1539, fue elegido prior general de la Orden de San Agustín, cargo que ejerció por espacio de 12 años (1539-1551). Fue un gran teólogo italiano.

## Biografía
Nacido en Troia (Puglia), pertenecía a una familia noble y se inició en la profesión de abogado. A los 14 años, sin embargo, con la muerte de sus padres, ingresó en la Orden de los Agustinos. En Viterbo estudió griego, hebreo, filosofía y teología.
Enseñó teología en Siena (1515) y Bolonia (1517), fue nombrado vicario general de su orden (1532) y al fin superior general de la misma (1539), pero renunció al cargo en 1551. Tuvo amistad con el poeta Garcilaso de la Vega, y mantuvo correspondencia de tema literario y humanístico con él. El toledano le dirigió una carta desde Savigliano el 15 de julio de 1536, dos días antes de cruzar los Alpes en dirección a la Provenza donde, tres meses después, fue herido mortalmente en el asalto a la fortaleza de Le Muy. Seripando ganó tan gran fama como predicador, teólogo y exégeta, que el emperador Carlos V a menudo se preocupó de estar presente en sus sermones; a su muerte escribió el panegírico fúnebre de Carlos (1559). Participó en el Concilio de Trento (1545), donde disputó con el jesuita Diego Laínez la responsabilidad de la libertad humana en la salvación del hombre, la justificación y el pecado original. Tuvo gran celo en velar por la pureza del texto de la Sagrada Escritura.
El 30 de marzo de 1554 fue nombrado arzobispo de Salerno por el papa Julio III  y el 10 de marzo de 1561 fue elevado al cardenalato por el papa Pío IV. El 6 de octubre de 1561 fue enviado por el Papa a la tercera sesión del concilio de Trento como legado a latere junto con los cardenales Francesco Gonzaga, Estanislao Hosius y Ludovico Simonetta. Allí dirigió sobre todo el trabajo sobre las determinaciones dogmáticas. Su opinión de que un obispo debería vivir en su diócesis lo llevó a un conflicto con el Papa, quien lo retiró de esas funciones.
Seripando enfatizó la primacía de las Escrituras sobre la tradición y la importancia de estudiar la filología de las lenguas empleadas en la Biblia. Dejó muchas obras, incluidos comentarios sobre las Epístolas paulinas y el Concilio de Trento. Seripando murió súbitamente en Trento, en 1563. Fue enterrado primero en la iglesia del convento de San Marcos y, después, sus restos mortales fueron trasladados a la iglesia del convento de San Juan de Carbonara, en Nápoles. Sobre su tumba se grabó el siguiente epitafio: 

HIERONYMO SERIPANDO CARDINALI. CONCILI TRIDENTINI LEGATO CHRISTOPHORUS PATAVINUS SODALITII EREMIT. MAG. P. VIXIT ANNOS LXX MENS V DIES XI. SI QUIS BONOS TUMULI, QUANTUM SOLLAMPADE LUSTRAT. TERRARUM, CAELIQ; TUUM EST SERIPANDE SEPULCHRUM

## Obras principales
- Novæ constitutiones ordinis S. Augustini, etc., Venecia, 1549, in-fol.
- Oratio in funere Caroli V imperatoris, Nápoles, 1559, in-4°.
- Prediche sopra il simbolo degli apostoli, dichiarato co’ simboli del concilio Niceno e di S. Atanasio, Venecia, 1567, in-4°, y con unas adiciones, Roma, 1586, in-8°. Estos sermones, pronunciados en la Catedral de Salerno, fueron publicados por un sobrino del autor.
- Commentarius in Epistolam divi Pauli ad Galatas, Venecia, 1569, in-8°, y Amberes, Plantin, 1587, in-8°.
- Commentaria in divi Pauli Epistolas ad Romanos et ad Galatas, Nápoles, 1601, in-4°. Lleva además añadida la vida del autor por el padre Milensi.
- De arte orandi" Lyon, 1670.
- De arte orandi seu expositio symboli apostolorum, Lovaina, 1681, in-12. Numerosas cartas de este prelado forman parte de una colección publicada por Girolamo Lagomarsini, Roma, bajo el título de Julii Pogiani Epistolae et Orationes, 4 vol. in-4°, 1762. La biblioteca de Nápoles, heredera de la de S. Giovanni a Carbonara, a la que Seripando había legado sus manuscritos, posee varios de sus numerosos tratados de teología, manuscritos e inéditos. Se encuentran más referencias en Tafuri, Storia degli scrittori Napoletani, t. 3, part. 2, p. 193, y en la obra de Ossinger.
- Oratio in funere Caroli V imperatoris, Nápoles, 1559.